# Nestor (lik)
Nestor je izmišljeni lik Tintina in njegovih pustolovščin, serije stripov belgijskega karikaturista Hergéja. Je potrpežljivi butler gradu Moulinsart.
Nestor je ugled butlerja (ali v francoščini majordome) francoske družbe. Plemenit, zvest, vedno domač služabnik, Nestor služi svojemu gospodarju kapitanu Haddocku in vsem gostom hiše, kot so Tintin, profesor Sončnica ali Bianca Castafiore.

## Zgodovina lika
Nestor je prvič nastopil v Samorogovi skrivnosti. V tej zgodbi poslušno služi kot butler bratov Vrabec, prvotnih lastnikov gradu Moulinsart in zlikovcev pustolovščine. Tintina sta Maksim in G. Vrabec ugrabila in zaprla v njuno klet. Ko Tintin pobegne in s hišnim telefonom poskuša kontaktirati svoje prijatelje, Nestor vstopi v sobo in vpraša, kdo je. Sledi prepir, med katerim Nestor zvesto stoji zraven svojih delodajalcev. Na koncu zgodbe, ko so razkrite kriminalne dejavnosti bratov Vrabec, je Nestor oproščen vsakršnih kršitev. Vsi dokazi na sojenju bratov Vrabec kažejo, da Nestor ni bil seznanjen z njuno resnično agendo, Tintin in Haddock pa sta prepričana, da mu ni mogoče soditi za dejanja svojih prejšnjih gospodarjev.
Nestor ostane butler gradu Moulinsart, ko kapitan Haddock ponovno pridobi posest. Še naprej je glavni lik v vseh naslednjih Tintinovih zgodbah, postavljenih v gradu, ter zvesto služi svojima prijateljema Haddocku in Tintinu.
V Primadoninih draguljih je prikazan kot stereotipično sumničav do romov.

## Priredbe
Nestor se pojavi v filmski priredbi Tintin in njegove pustolovščine: Samorogove skrivnosti iz leta 2011 kot butler Saharina. Prikazan je kot dobrosrčen in celo na skrivaj pomaga Tintinu, tako da mu namigne, kaj vse vsebuje model ladje. Namiguje tudi, da je nezadovoljen s svojim delodajalcem, saj navaja, da ga Saharin sploh ne plačuje. Na koncu filma postane Haddockov butler. Film dodaja tudi podrobnost, da je bil Nestorjev prednik prvi oficir Franca Hadoškega plemenitega, kar kaže, da njegova družina že dolga leta služi kapitanovi družini.